# Hämevaara
Hämevaara (en suédois : Tavastberga, est un quartier de Vantaa en Finlande,.

## Présentation
Les quartiers voisins sont Linnainen, Pähkinärinne et Rajatorppa à Vantaa et Lintuvaara du côté d'Espoo.
À Hämevaara, il y a principalement des maisons individuelles et, quelques immeubles d'appartements et maisons de ville.
Hämevaara n'a d'autres services qu'une garderie et un marché aux puces, le magasin le plus proche est situé à Pähkinärinne.
Hämevaara abrite Pöllökallio, qui est un bloc erratique de l'ère glaciaire.
Il existe également une balise radio de trafic aérien à Hämevaara, avec une fréquence de 381 kHz.